# あがりゃんせ
スパリゾート雄琴 あがりゃんせ（スパリゾートおごと あがりゃんせ）は、滋賀県大津市苗鹿にある、天下一品グループが運営する温泉リゾート。複合遊興施設。

## 所在地
滋賀県大津市苗鹿3丁目9-5

## 概要
源泉の天然温泉を利用した巨大公衆浴場を中心に、飲食施設や娯楽施設などを有する。天然源泉の宿 ことゆうを併設しており、ことゆうとあがりゃんせは回廊で結ばれているため、浴衣のままの移動ができる。

## 沿革
- 2005年（平成17年）11月開業。
- 2010年炭酸泉開始。
- 2011年第二源泉開始。
- 2012年7月21日よりあがりゃんせ増築完成。これにより、リクライナー200席と岩盤浴5種類に増加。
- 大衆演劇を始める。
- 2019年3月、無重力マッサージ機などを増設してリニューアル。

## 交通アクセス

### 電車
- 京都駅→湖西線→おごと温泉駅（約20分）（送迎バス有り）

### 自動車
- 名神京都東インターチェンジ→西大津バイパス・湖西道路経由で約20分
- 国道161号沿い名神栗東インターチェンジ→琵琶湖大橋経由で約40分